# Кирсановка (Воронежская область)
Кирсановка — село в Грибановском районе Воронежской области. Административный центр Кирсановского сельского поселения.

## География

### Улицы
| - ул. Гагарина, - ул. Ленинская, - ул. Московская, - ул. Набережная, - ул. Назимовская, - ул. Победы, | - ул. Революции, - ул. Рождественская, - ул. Свободы, - ул. Советская, - ул. Центральная, - ул. Школьная, | - пер. Назимовский, - пер. Пушкинский, - пер. Свободы, - пер. Угляновский, - пер. Центральный. |

## История
В 1896 году в Кирсановке по проекту воронежского архитектора А. С. Купинского была перестроена деревянная Христо-Рождественская церковь, сохранившаяся до наших дней.
В селе родился Герой Советского Союза Тимофей Рязанцев.

## Население
| 1859 | 1897  | 2010 |
| ---- | ----- | ---- |
| 2942 | ↗3392 | ↘912 |